# Хайнрих XVI Ройс-Гера
Хайнрих XVI Ройс-Гера 'Млади' (на немски: Heinrich XVI Reuß zu Gera 'der Jüngste'; * 29 декември 1530; † 6 април 1572 в Шлайц) от фамилията Ройс („старата линия“) е граф и съ-господар на Плауен (1564 – 1566), господар на Грайц, Гера (1564 – 1572) и на 1/6 от Кранихфелд (1566 – 1572). Той е основател на „младата линия Ройс“.
Той е вторият син на Хайнрих XIII (XIV) Ройс-Грайц-Плауен 'Млади' (1464 – 1535), последният фогт на Плауен, и втората му съпруга Амалия фон Мансфелд-Фордерорт († сл. 1557), дъщеря на граф Ернст II фон Мансфелд-Фордерорт (1479 – 1531) и Барбара фон Кверфурт († 1511). Майка му Амалия фон Мансфелд-Фордерорт се омъжва втори път за Йоахим фон Глайхен-Рембда († пр. 1544) и трети път за неговия братовчед Йоахим Якоб фон Глайхен-Рембда († пр. 1544).
По-големият му брат е Хайнрих XIV (XV/XVI) Ройс-Грайц 'Средни', господар на Плауен-Оберграйц (* 8 ноември 1525; † 22 юни 1578 в Грайц), женен на 27 октомври 1560 г. във Ваймар за графиня Мария Салома фон Йотинген-Йотинген (1535 – 1603). По-малък полубрат е на Хайнрих XIV Ройс цу Грайц-Кранихфелд (* 1506; † 22 март 1572).
Хайнрих XVI Ройс-Гера умира на 41 години на 6 април 1572 г. в Шлайц и е погребан в църквата Йоханис в Гера.

## Фамилия
Хайнрих XVI Ройс-Гера се жени 1556 г. за Елизабет Бригита фон Шварцбург-Лойтенберг (* ок. 1542; † 22 юни 1564 в Гера), дъщеря на граф Йохан Хайнрих фон Шварцбург-Лойтенберг (1496 – 1555) и Маргарета фон Вайда († 1569). Бракът е бездетен.
Хайнрих XVI Ройс-Гера се жени втори път на 6 януари 1566 г. в Цайц за графиня Доротея фон Золмс-Лаубах (* 26 ноември 1547, Зьодел; † 18 септември 1595, Гера), дъщеря на граф Фридрих Магнус фон Золмс-Лаубах-Зоненвалде (1521 – 1561) и графиня Агнес фон Вид († 1588). Те имат децата:
- Агнес фон Гера (* 26 юни 1567, Гера; † 1 август 1588, Хартенщайн), омъжена на 3 декември 1582 г. в Гера за Хуго II фон Шьонбург-Глаухау (1559 – 1606)
- Анна (* 23 март 1568; † 17 декември 1594, Гера)
- Доротея Ройс-Плауен (* 28 октомври 1570; † 2 декември 1631, Оберзонтхайм), омъжена I. на 21 август 1586 г. във Валденбург за граф Георг Фридрих I фон Хоенлое-Валденбург (1562 – 1600), II. на 6 декември 1606 г. за Вилхелм Шенк фон Лимпург-Шпекфелд (1568 – 1633)
- Хайнрих II Ройс-Гера „Постумус“ (* 10 юни 1572, Гера; † 13 декември 1635, Гера), господар на Лобенщайн-Обер-Кранихфелд, женен I. 1594 г. за графиня Магдалена фон Хоенлое-Лангенбург (1572 – 1596); II. 1597 г. за графиня Магдалена фон Шварцбург-Рудолщат (1580 – 1652)